# توماس كلارك (لاعب كرة قدم)
توماس كلارك (بالإنجليزية: Thomas Clarke )‏ (و. 1987  م) هو لاعب كرة قدم، من المملكة المتحدة، ولد في هاليفاكس، يلعب كمُدَافِع.

## روابط خارجية
- توماس كلارك على موقع قاعدة بيانات كرة القدم.إي يو (الإنجليزية)
- توماس كلارك على موقع Soccerbase.com (لاعب) (الإنجليزية)